# Petra Collins
Petra Collins (* 21. Dezember 1992 in Toronto, Kanada) ist eine kanadische Fotografin, Schriftstellerin und Filmproduzentin.

## Leben und Werk
Collins besuchte die Rosedale Heights School of the Arts und das Ontario College of Art & Design. Ihre Mentoren waren die Fotografen Richard Kern und Ryan McGinley. 2010 erstellte sie die Website „The Ardorous“ als Online-Plattform für junge Künstlerinnen. Sie führte Regie bei Dokumentarfilmen und Musikvideos. 2015 drehte sie eine dreiteilige Dokumentarserie mit dem Titel Making Space, in der dokumentiert und untersucht wird, was es bedeutet, ein junger Mensch in der sich ständig verändernden Welt von heute zu sein.
Collins stellt ihre Arbeiten in Galerien in New York, Europa und Asien aus. Sie wurde von Ryan McGinley sowie den Magazinen Vanity Fair und The New Yorker als „it girl“ ausgezeichnet. Sie hat bislang 3 Bücher veröffentlicht. In ihrem Buch Coming of Age zeigt sie ihre aktuellsten Arbeiten und Fotos aus den letzten Kampagnen und Essays, die sie über ihr frühes Leben in Toronto geschrieben hat.

## Ausstellungen (Auswahl)
- 2012: Toronto
- 2014: Literally Bye, Art Basel
- 2014: Quai de la Tournelle, Paris
- 2015: SFAQ Project Space, San Francisco
- 2016: Evergold, San Francisco
- 2017: Art Basel Hongkong
- 2017: MoMA, New York

## Filmografie (Auswahl)
- 2015: Carly Rae Jepsen – Boy Problems (Musikvideo)
- 2015: Adidas StellaSport – Break a Sweat (Film)
- 2015: Making Space – Time Will Tell feat. Blood Orange (Musikvideo)
- 2016: Georgia O’Keefe – Interpreted by Petra Collins (Film)
- 2016: Lil’ Yachty – All In (Film)
- 2016: Lil’ Yachty – Keep Sailing (Musikvideo)
- 2017: Hungarian Dream for Gucci Eyewear (Film)
- 2017: Selena Gomez – Fetish (Musikvideo)
- 2018: Cardi B – Bartier Cardi (Musikvideo)
- 2018: A Love Story (Kurzfilm)
- 2021: Olivia Rodrigo – Good 4 U (Musikvideo)
- 2021: Olivia Rodrigo – Brutal (Musikvideo)
- 2021: Spiral (Film)[1]
- 2023: Olivia Rodrigo – Vampire (Musikvideo)
- 2023: Olivia Rodrigo – Bad Idea Right? (Musikvideo)